# Chiesa della Visitazione (Torino, Centro)
La chiesa della Visitazione è una chiesa barocca nel centro storico di Torino.

## Storia
Il Duca Vittorio Amedeo I concedette un il terreno per la costruzione della chiesa e del monastero nella cosiddetta "Città Nuova", primo ampliamento di Torino del piano di riqualificazione della città sviluppato con lo scopo di rendere Torino adeguata al suo ruolo di capitale del Ducato al confronto con le altre capitali europee. Rispetto all'omogenea architettura degli isolati settecenteschi, emerge nettamente il volume della chiesa, con la sua facciata settecentesca posta all'angolo tra le odierne via Arcivescovado e via XX Settembre. La chiesa, edificata in vista della beatificazione di San Francesco di Sales (1661, canonizzata nel 1665) fu terminata nel 1660 e per consenso critico è oggi attribuita a Francesco Lanfranchi.
Con la venuta di Napoleone, il Convento della Visitazione fu chiuso. La chiesa fu utilizzata come magazzino e stalla e gli arredi furono dispersi. Le monache Visitandine salvarono un crocifisso e due statue lignee del Plura dipinte dal Beaumont, ancora oggi nel loro attuale monastero sopra Moncalieri.
Durante i restauri il convento fu acquistato dai Padri Missionari di S. Vincenzo sotto la guida beato Marco Antonio Durando, rettori della chiesa dal 1832. Nel 1838 dedicarono la Cappella di destra al loro fondatore, San Vincenzo de' Paoli, per celebrarne il centenario della canonizzazione. Sostituirono l'antico coro destinato alle monache con la Cappella della Passione con un altare disegnato da Carlo Ceppi e un crocifisso ottocentesco e affreschi di Paolo Emilio e del pittore Luigi Morgari. Qualche anno dopo vendettero una cascina per finanziare il consolidamento della cupola, che venne anche restaurata assieme ai due pennacchi a lato dell’organo, che erano andati quasi completamente distrutti. Nel 1851 vi viene ordinato sacerdote San Leonardo Murialdo.
 I Bombardamenti del 18 novembre e dell'8 dicembre 1942 cagionarono lievi danni causati dallo spostamento d'aria.

## Descrizione
La facciata si presenta semplice, con frontone triangolare ed ornata di stucchi.
Le scelte progettuali fanno di della chiesa uno dei primi esempi di architettura religiosa realizzata a Torino secondo i criteri della Controriforma: la struttura è caratterizzata da un'aula centrale quadrata dalla quale di aprono le strutture semicircolari dell'ingresso e delle due cappelle laterali, nonché lo spazio più ampio del presbiterio. L'ordine architettonico, scandito da lesene poggianti su un alto stilobate, valorizza gli spigoli della struttura sorreggendo una trabeazione che avvolge tutta l'aula. I quattro grandi archi che definiscono lo spazio delle laterali sostengono le stanze finestrate del tamburo e della cupola, decorata negli anni 60 del '700 da Michele Antonio Milocco, con il magnifico affresco che raffigura San Francesco di Sales accolto nella gloria del Paradiso, con le virtù teologali raffigurate nei pennacchi. Il tema della cupola di ricollega alle piccole tele precedentemente collocate nella navata: i personaggi qui rappresentati raggiungono il Paradiso attraverso le virtù teologali.
Verso la fine del secolo XVII, su suggerimento dell’arcivescovo Michele Beggiamo, il primitivo altare ligneo venne sostituito da un imponente altare marmoreo (probabilmente ad opera di Carlo e Giuseppe Busso di Lugano) in cui spiccavano le quattro colonne tortili in marmo nero opera a incorniciare la pala del Vannier raffigurante la visita di Maria alla cugina Elisabetta. Il presbiterio fu ridisegnato in occasione della canonizzazione di Giovanna Francesca Frémiot de Chantal (1768): l'altare dei Busso fu smontato e rimontato secondo una più imponente disegno (progetto di Carlo Emanuele Lanfranchi) che utilizzava le quattro colonne tortili in marmo nero che incorniciano la pala d'altare la Visitazione di Maria alla cugina Elisabetta (1760-1768), di Ignazio Nepote (in sostituzione della pala di Vannier). L'altare marmoreo della cappella sinistra risale al 1730 e deve il suo progetto a Filippo Juvarra, il quale accolse l'invito del conte Turinetti di Partengo, quest'ultimo avendo deciso di finanziare la costruzione di un nuovo altare dedicato a San Francesco di Sales. La forma piatta della composizione marmorea interrompe la curva del muro che la raccoglie e si integra con la trabeazione che avvolge la sala attraverso il frontone superiore e la curva del timpano viene interrotta e ribaltata all'esterno. Alessandro Trona dipinse  San Francesco di Sales che consegna le regole dell’Ordine alla baronessa di Chantal e alle prime Visitandine.
La cappella destra presenta un altare dedicato dal Beato Sebastiano Valfrè (1629-1710) (primo in Italia) al Sacro Cuore di Gesù. L’icona Il Sacro Cuore invocato da San Vincenzo de’ Paoli è del pittore Luigi Guglielmino (1885-1962). Alla parete un pulpito a baldacchino in legno dorato e ai lati della balaustra le statue degli arcangeli Gabriele e Raffaele.

## Galleria d'immagini

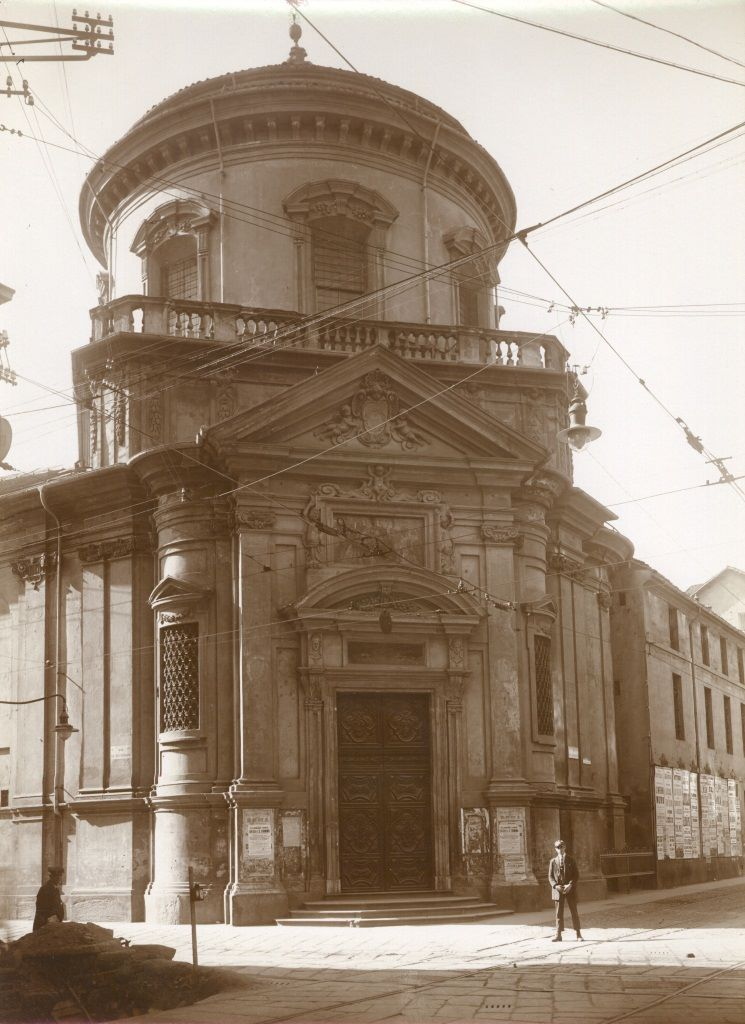
Facciata nel 1923
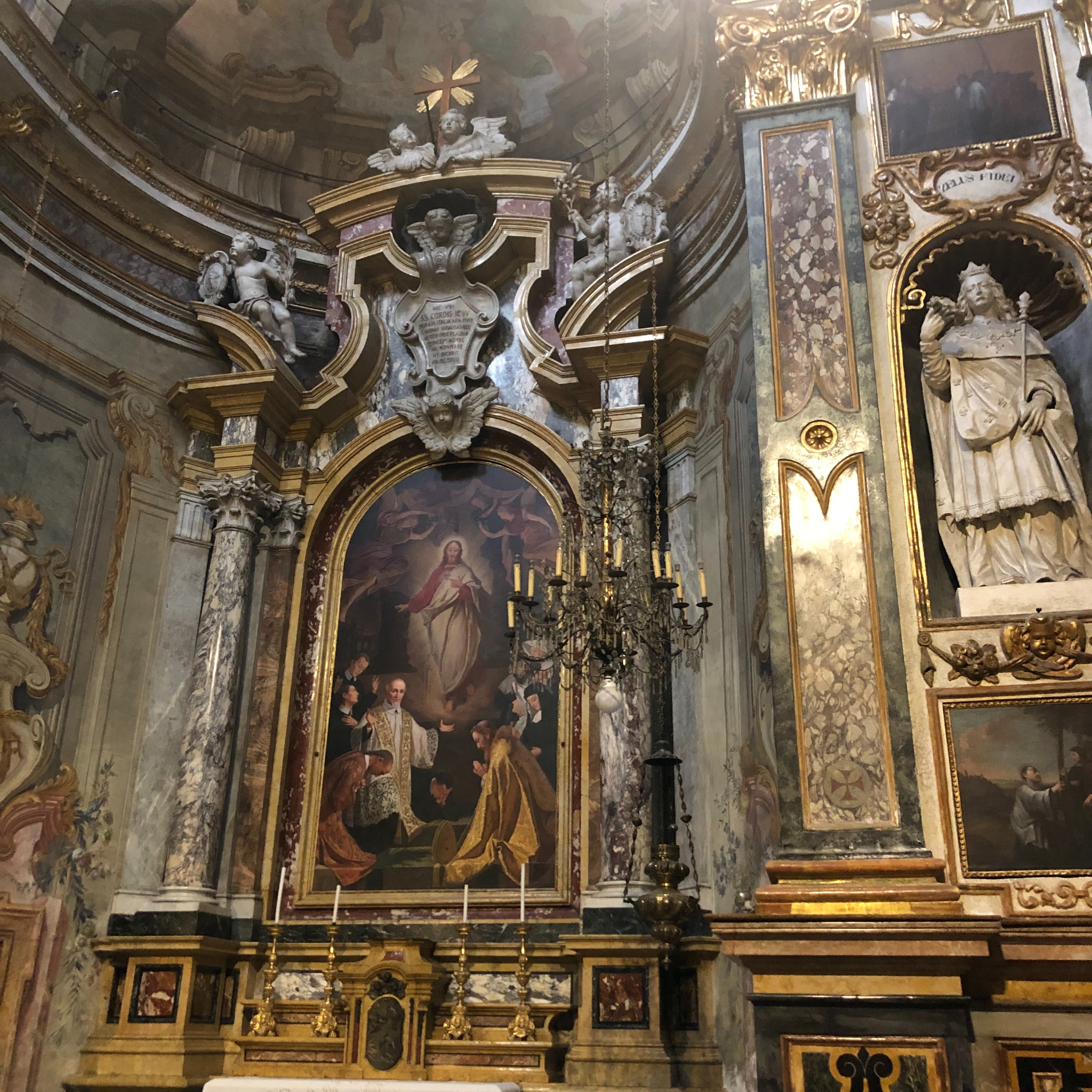
Altare di San Franscesco De' Paoli
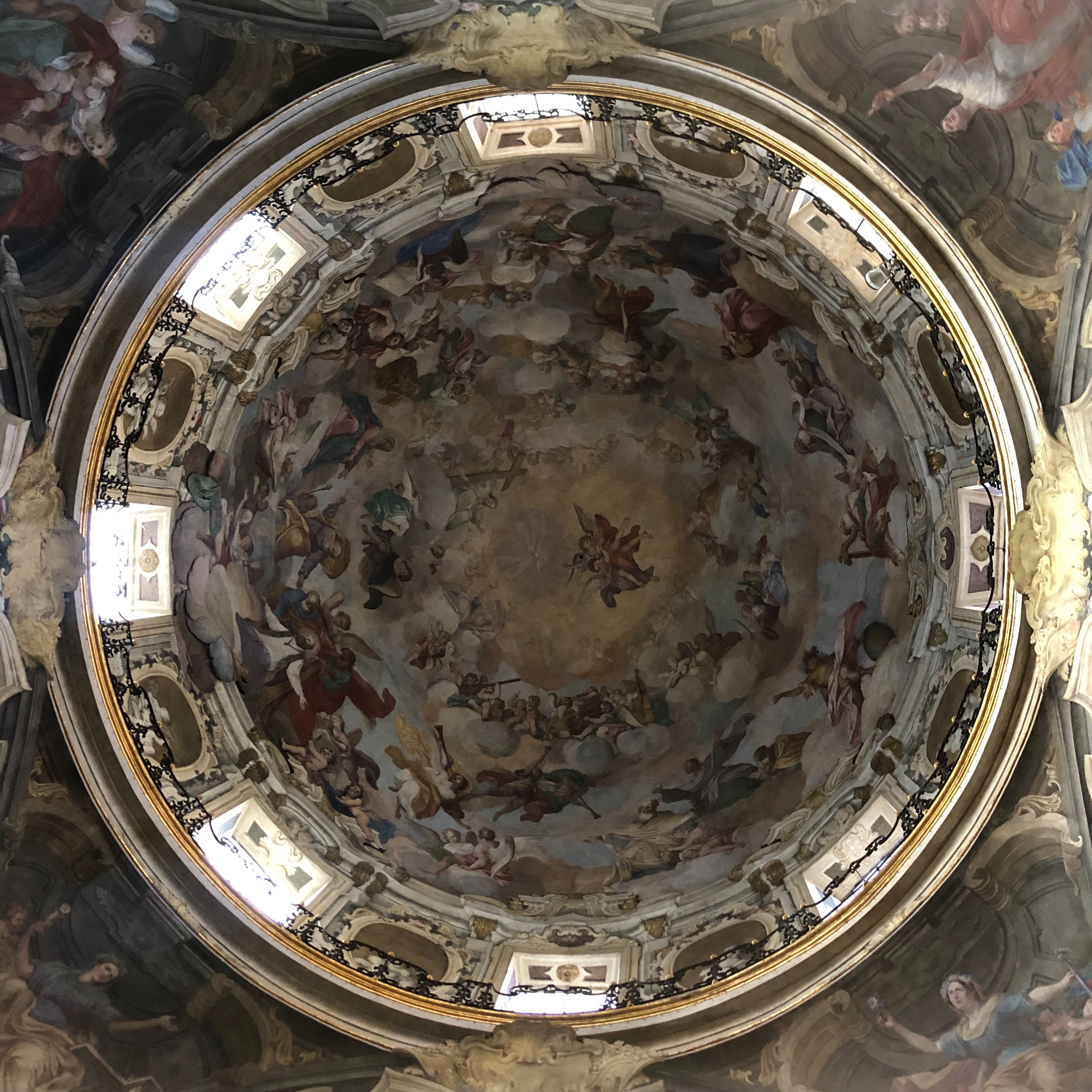
Cupola
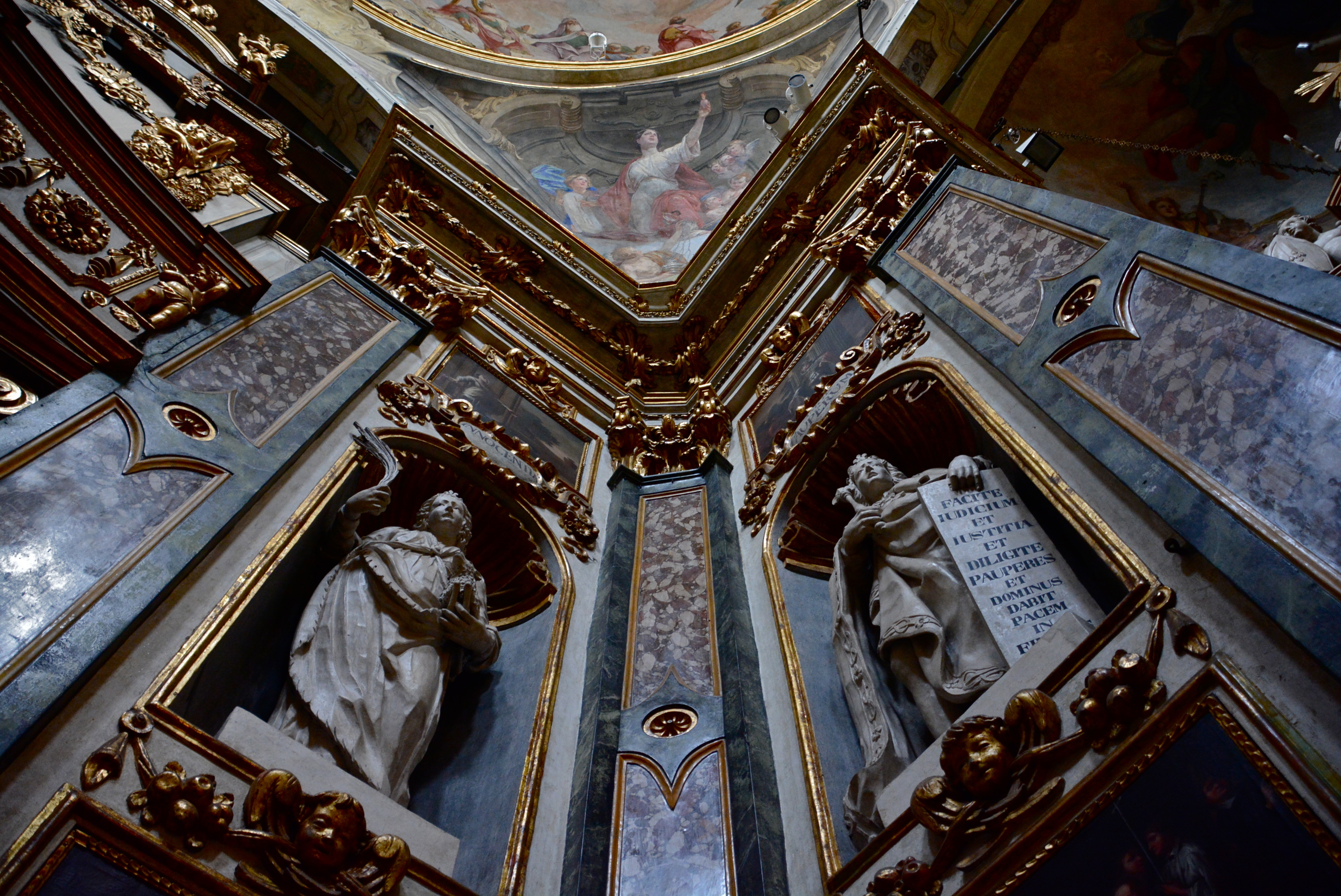
Timpano